# 의회에 있어서의 왕
의회에 있어서의 왕(영어: King-in-Parliament)은 영국의 군주를 국가 원수로 삼는 영국 연방 왕국 회원국에서 국왕이라는 단독법인이 입법에 기여하는 구실을 뜻하는 헌법적인 용어이다. 입법적인 역할로 군주는 입법기관에서 조언과 동의를 수행한다. 의회에서 통과된 법안은 군주의 부왕인 총독에게 넘긴다. 법안은 군주나 총독의 재가를 거치며 곧 공식적으로 법으로 발의한다. 입법 절차에서 통과되는 이러한 기본적인 법률은 의회제정법이라고 부른다. 법률은 국왕의 힘으로 보조법을 허용할 수 있다. 이것은 의회의 간단한 승인 또는 나타나지 않는 거부를 조건으로 가능하다.

## 개요
입법을 담당하는 기관인 의회가 국왕이라는 단독법인의 일부로 예속된 구성은 권력 융합과 연관이 있다. 권력 융합은 대표적으로 행정부와 입법부가 융합이 되었다는 뜻이다. 이 중요한 특징은 영국의 전신인 잉글랜드에서 발전하여 현재 대부분의 영국 연방 회원국에서 표방하는 웨스트민스터 정치체제의 가장 기본적인 요소다. 또한 권력 융합은 권력 분립과 상반되는 이론이다. 영국 연방 왕국 회원국의 의회에서 군주의 존재에 대한 언급은 그 나라의 통치권은 헌법적인 해석으로 군주에게 부여하지만 그 통치권은 임명된 그리고 선출된 공직자들에게 위임되었다.

## 같이 보기
- 추밀원에 있어서의 왕

## 참고 자료
1. ↑  의회에 있어서의 왕(영어: Crown-in-Parliament)이라고 달리 부를 수 있다. 만약 영국의 군주가 여자라면 영어로 의회에 있어서의 여왕(영어: Queen-in-Parliament)이라고 부른다. 현재 영국에서 공식적으로 하느님 아래의 의회에 있어서의 왕(영어: King-in-Parliament under God)라고 상용한다.[1]
2. ↑  영국 영방 왕국 소속의 회원국에서는 대부분 양원제와 드물게 단원제 계열 입법기관이 있다.